# L'Isle
L'Isle (toponimo francese) è un comune svizzero di 1 031 abitanti del Canton Vaud, nel distretto di Morges.

## Monumenti e luoghi d'interesse

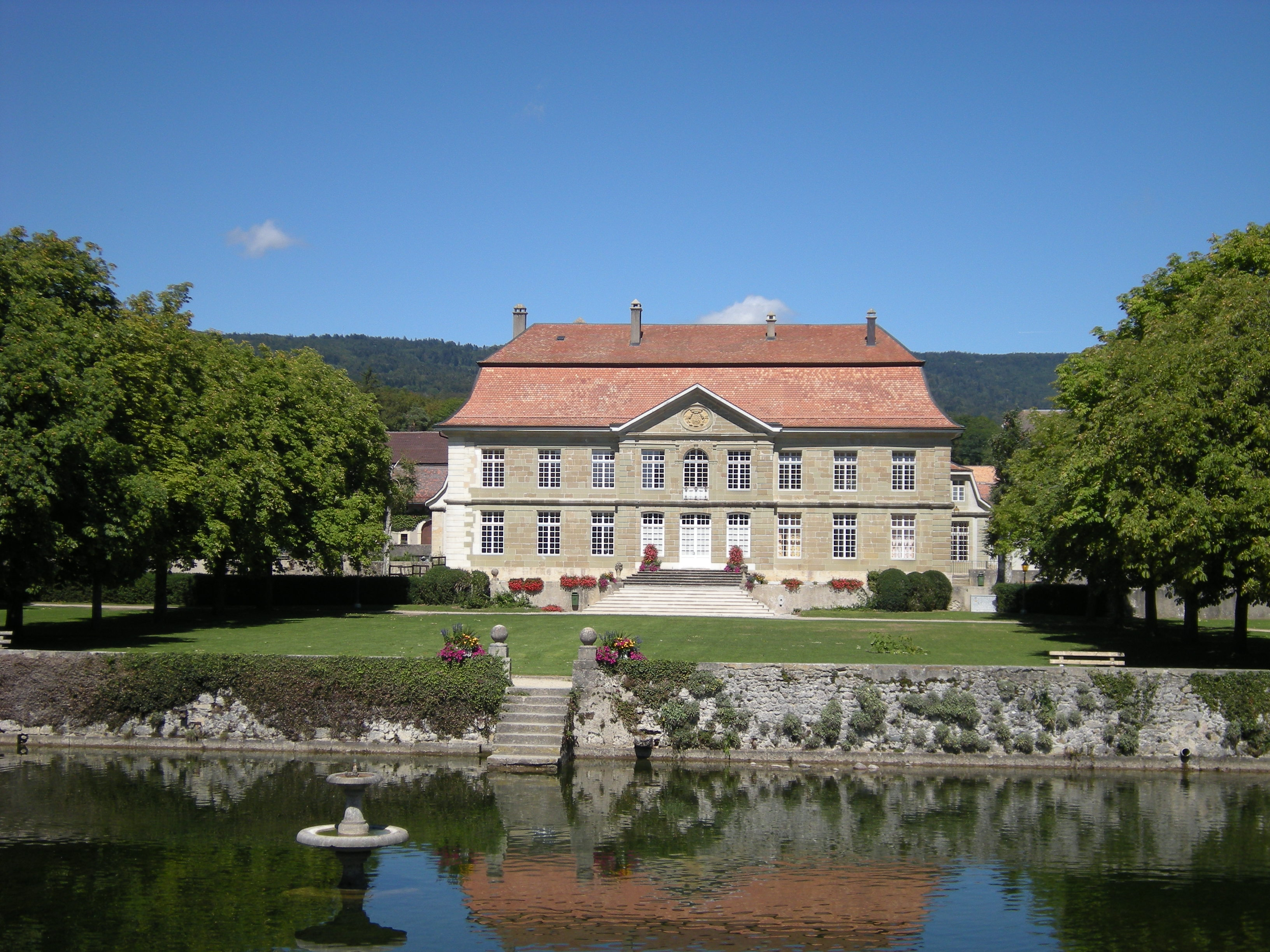
Il castello di L'Isle

- Chiesa riformata in località Avalanche, eretta nel 1732-1734[1];
- Castello di L'Isle, eretto nel 1696[1].

## Società

### Evoluzione demografica
L'evoluzione demografica è riportata nella seguente tabella:
Abitanti censiti

## Infrastrutture e trasporti

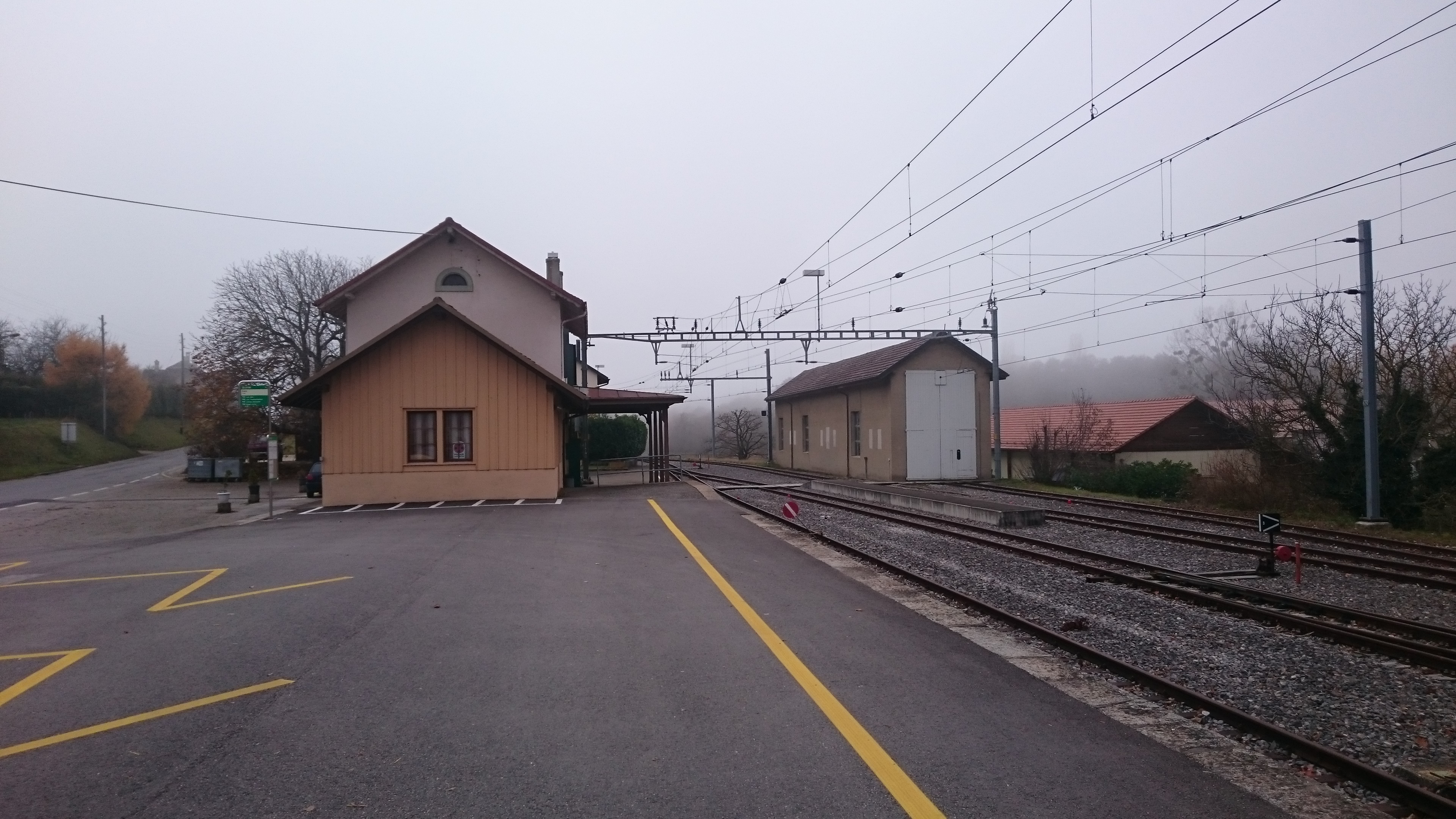
La stazione di L'Isle

L'Isle è servito dall'omonima stazione, capolinea della ferrovia L'Isle-Apples-Morges.

## Amministrazione
Ogni famiglia originaria del luogo fa parte del cosiddetto comune patriziale e ha la responsabilità della manutenzione di ogni bene ricadente all'interno dei confini del comune.